# Jean Bourgknecht
Jean Bourgknecht (16 de setembro de 1902 – 23 de dezembro de 1964) foi um político suíço. Foi membro do Conselho Federal suíço de 1959 a 1962.
Jean foi eleito Cônsul Federal da Suíça em 17 de dezembro de 1959. Ocupou o posto até 30 de setembro de 1962, quanto se afastou para tratar de uma doença.